# Compedia
Compedia Ltd. — компания-разработчик программного обеспечения, основанная в 1988 году в Израиле.

## Описание
Компания Compedia специализируется на разработке технологий, платформ и систем для сферы образования и обучения. Также компания обладает передовыми технологиями (на стадии защиты патентов) в сферах виртуальной реальности (VR), дополненной реальности (AR) и компьютерного зрения.
Compedia сотрудничает с ведущими международными научно-исследовательскими институтами, университетами и технологическими компаниями. Также компания получает финансирование от Европейского союза на разработку обучающих игр и симуляторов, включая поддержку детей с аутизмом.
Compedia разрабатывает и поставляет крупные платформы и проекты для внутреннего и международного рынков. Также были разработаны обучающие компьютерные игры, которые продавались в Израиле и примерно в 40 других странах мира. Офисы Compedia расположены в Рамат-Гане.
С 2005 по 2007 год в ресторанах McDonald’s и Burger King большинство игр продавались в качестве подарков на детских обедах.

## Игры
- Gordi[7][8][9][10][11][12][13][14][15][16][17][18][19][20][21][22][23][24][25][26][27][28][29][30][31][32][33][34][35][36][37][38][39][40][41][42][43]
- Itamar[44][45][46][47][48][49][50][51][52]
- Весёлые головоломки. Уроки творческого мышления[53][54]

Имеются и другие игры.